# Delphine da Bélgica
A Princesa Delphine da Bélgica (Delphine Michèle Anne Marie Ghislaine de Saxe-Cobourg; Uccle, 22 de fevereiro de 1968), conhecida profissionalmente como Delphine Boël, é uma artista belga especializada em esculturas de papel machê. Ela é mais conhecida por ser a filha ilegítima do ex-rei Alberto II da Bélgica e, assim, irmã do atual rei dos belgas o Rei Filipe da Bélgica; bem como também irmã da princesa Astrid da Bélgica e do príncipe Lourenço da Bélgica. 
Ela é uma tia da atual herdeira aparente belga, a princesa Isabel, Duquesa de Brabante. 
Ela lutou nos tribunais belgas por cerca de sete anos pelo reconhecimento da paternidade biológica, o que só aconteceu no início de 2020, após um teste de DNA. Meses depois, em 1º de outubro de 2020, ela obteve o direito de usar o título de "Princesa da Bélgica", ser tratada como "Sua Alteza Real" e ainda usar o sobrenome da família de Alberto: o Saxe-Coburgo-Gotha.

## Biografia
Ela é filha biológica da baronesa belga Sybille de Selys Longchamps e do agora ex-rei Alberto II da Bélgica.
Delphine Boël é casada com o norte-americano de origem irlandesa James O'Hare, com quem tem dois filhos: Joséphine (nascida em 2003) e Oscar (nascido em 2008).

## O caso da paternidade
Foi no final dos anos 1990, após a divulgação de uma biografia da Rainha Paola, esposa de Alberto II da Bélgica, que começaram os primeiros rumores sobre o caso de uma possível filha ilegítima do rei belga.
Em 2008, Jacques Boël, homem que era considerado pai de Delphine até então, a deserdou.
No entanto, foi só após a abdicação de Alberto em 2013, quando este perdeu a imunidade, que Delphine levou o caso à Justiça, uma vez que Alberto sempre se negou a colaborar, de forma espontânea, para esclarecer o assunto. "Sempre se negou a colaborar com a justiça", escreveu a Caras em 2019. 
Após os advogados de Alberto II da Bélgica apresentarem diversos recursos no Tribunal Belga por cerca de cinco anos e após Delphine provar que Jacques Boël não era o seu pai biológico.
Em outubro de 2018, a Justiça Belga decretou que Alberto deveria fazer um teste de DNA. No entanto, o Alberto se negou até que em maio de 2019, após ser obrigado a pagar uma multa diária de cerca de € 5 mil euros por sua negativa, por fim decidiu se submeter às provas, tendo, no entanto, ainda recorrido à Corte Superior Belga, que postergou a divulgação do resultado do teste e a resolução final do caso para dezembro de 2019.
Em janeiro de 2020, o ex-rei Alberto II da Bélgica admitiu que, perante os resultados do teste de DNA, não iria mais contestar a paternidade de Delphine Boël e iria atender ao pedido desta para ser declarado como o seu pai legítimo.
Em setembro de 2020, a imprensa reportou que Delphine e o seu advogado (Marc Uyttendaele) estavam pleiteando na Justiça Belga, o mesmo tratamento dado aos demais três filhos de Alberto (que são: Filipe da Bélgica, a Princesa Astrid da Bélgica e o Príncipe Lourenço da Bélgica), entre eles receber:
1. O título de princesa belga
2. Um salário do Estado
3. Uma residência "oficial" mantida pelo Estado

Segundo o Diário de Notícias de Portugal, a demanda foi esclarecida pelo advogado de Delphine ao La Libre Belgique.
O veredito saiu em 1º de outubro de 2020, tendo ela recebido o direito de receber o título de "Princesa da Bélgica", o tratamento de "Sua Alteza Real" e a usar o sobrenome do pai biológico: o Saxe-Coburgo-Gotha. Os filhos de Delphine Boë também receberam os mesmos direitos.
O caso tem repercutido em toda imprensa mundial, em jornais e sites como os da BBC, UOL G1 e Extra da Globo, e em revistas como a Caras e a Vanitatis. "A paternidade de Delphine se converteu em um tema de debate público depois da publicação, em 1999, de uma biografia da rainha Paola, esposa italiana de Alberto. No livro, Paola alega que o monarca teve uma longa relação extraconjugal da qual nasceu uma filha em 1960", escreveu o Extra.

## Encontro com o pai e o reiFilipe da Bélgica
Em 15 de outubro de 2020, o Palácio Real de Bruxelas publicou nas suas redes sociais que dias antes, em 09 de outubro de 2020, Delphine e seu irmão mais velho, o atual rei reinante Filipe da Bélgica, haviam se encontrado pela primeira vez.
Já no dia 27 de outubro de 2020, o Palácio Real de Bruxelas divulgou uma nota em seu website, com uma foto, anunciando que ela havia se encontrado com o pai biológico o ex-rei Alberto II da Bélgica e a esposa deste a Paola da Bélgica, no dia 25 de outubro de 2020.

## Trabalhos publicados
- Couper le Cordon (08/04/2008) ISBN 9782507000684[13]
- Never Give Up (17/02/2017) ISBN 9782390150121[14]

## Casamento e descendência
Delphine se casou com James O'Hare em 2003. O casal tem dois filhos:
- Princesa Joséphine da Bélgica (nascida Joséphine O'Hare, em 17 de outubro de 2003)
- Príncipe Oscar da Bélgica (né Oscar O'Hare, em 28 de abril de 2008)

## Títulos, estilos e honras

### Títulos e estilos
- 22 de fevereiro de 1968 - 01 de outubro de 2020: Jonkvrouw (Senhora) Delphine Boël.
- 01 de outubro de 2020 - presente: Sua Alteza Real, a Princesa Delphine da Bélgica.